# ویژوال استودیو ۲۰۰۳

## Visual Studio.Net 2003 یا 7.1
مایکروسافت در سال 2003 پس از کمی تغییر روی نسخه 2002، نسخه جدید ویژوال استودیو 2003 را معرفی کرد که NET Framework. جدیدتری داشت و از برنامه‌نویسی موبایل ،ASP.NET و
NET Compact Framework. نیز پشتیبانی می‌کرد. 
Codename آن Everett بود و شامل نسخه upgrade شده‌ای از NET Framework. با version 1.1
بود .
این نسخه همچنین شامل پشتیبانی از توسعه برنامه‌های Mobile Devices با استفاده از هر دو امکان .Net Compact Framework و Asp.Net بود .
کامپایلر Visual C++ نیز برای سازگاری و مطابقت با استانداردها با به ویژه در محیط partial template specialization اطلاح شده بود . Visual C++ Toolkit 2003 که یک نسخه رایگان و شبیه به کامپایلر C++ بود همراه با ویژوال استودیو 2003 عرضه گردید که البته طولی نکشید با Express Editions جایگزین شد . 
ویژوال استودیو 2003 در 4 ویرایش مختلف ارائه گردید : 
Academic, Professional, Enterprise Developer and Enterprise Architect
ویرایش Enterprise Architect آن شامل پیاده‌سازی Microsoft Visio بر اساس تکنولوژی مدل سازی بود که بیشترین تمرکزش بر روی ساخت نمایش ویژوالی معماری برنامه‌های کاربردی بر مبنای Unified Modeling Language است .
همچنین Enterprise Templates برای کمک به تیم‌های بزرگ توسعه برنامه جهت استاندارد ویکنواخت کردن شیوه برنامه‌نویسی معرفی گردید . 
مایکروسافت Service Pack 1را برای Visual Studio 2003 در September 13, 2006 ارائه نمود .
شماره ورژن داخلی Visual Studio 2003 ، version 7.1 است در حالی که file format version آن 8می‌باشد . (منظور شماره نسخه ابزارهای برنامه‌نویسی از قبیل VB.NET می‌باشد که به نسخه 8 رسیده بودند.)

### سایر نسخه‌ها
ویژوال استادیو
Visual Studio .Net 2002
مایکروسافت ویژوال استودیو
مایکروسافت ویژوال استودیو